# خفاش‌ها (فیلم)
«خفاش‌ها» (انگلیسی: Bats) فیلمی در ژانر ترسناک است که در سال ۱۹۹۹ منتشر شد. از بازیگران آن می‌توان به لو دایموند فیلیپس، دینا میر، باب گانتون، لیون رابینسون، و ند بلامی اشاره کرد.